# Кэмерон, Пол (психолог)
Пол Кэмерон (англ. Paul Cameron; род. 9 ноября 1939, Питтсбург, Пенсильвания) — американский психолог, создатель Института исследований семьи (англ. Family Research Institute). С начала 1980-х годов значительную часть своих работ уделяет исследованиям гомосексуальности, в которых утверждает, что гомосексуалы представляют опасность для здоровья населения и благополучия детей, обвиняя их в распространении ВИЧ и растлении детей. По мнению правозащитной организации Southern Poverty Law Center, Кэмерон является антигомосексуальным активистом и экстремистом.

## Учёба и ранняя деятельность
Кэмерон получил диплом бакалавра искусств (англ. Bachelor of Arts) в 1961 году в Лос-Анджелесском Тихоокеанском колледже (англ. Los Angeles Pacific College), в 1962 году — степень магистра искусств (англ. Master of Arts) в Университете штата Калифорния в Лос-Анджелесе, и, наконец, в 1966 году — степень доктора философии (Ph. D.) в Колорадском университете в Боулдере.
В последующие годы Кэмерон работал в качестве научного сотрудника в Университете Уэйна (1967/1968), Луисвиллском университете (1970—1973), Фуллеровской высшей школе психологии (является частью Фуллеровской богословской семинарии) (1976—1979). В 1979 году получает должность ассистента профессора по вопросам семьи и брака в Университете Небраски. В этот период Кэмерон проводил исследования на разные темы, включая последствия пассивного курения и влияние домашних животных на ощущение счастья.
В книге 1978 года «Сексуальный градуализм» (градуализм — учение о постепенности процессов эволюционного развития) он придерживался промежуточной позиции между либеральным и христианским консервативным отношением к сексуальности, утверждая, что подростки должны избегать сексуального контакта (коитуса) во время экспериментов с сексуальной близостью более низкого «уровня». В этой монографии Кэмерон впервые затронул тему гомосексуальности, в частности, он предлагал родителям разрешать детям гетеросексуальные эксперименты в раннем возрасте, чтобы избежать возможного развития «гомосексуальных наклонностей» — «лучше раньше и гетеросексуально, чем гомосексуально».
В 1980 году Кэмерон покинул Университет Небраски и начал частную практику в качестве психолога в городе Линкольн, штат Небраска. В 1982 году, когда городской совет Линкольна вынес на голосование жителей города законопроект, запрещающий дискриминацию на основе сексуальной ориентации, Кэмерон возглавил оппозицию в качестве председателя «Комитета против особых прав для гомосексуалов» (англ. Committee to Oppose Special Rights for Homosexuals). Несмотря на ранее умеренную позицию по поводу отношений между подростками, Кэмерон занял непримиримую позицию по отношению к гомосексуальности. Также он утверждал, что его исследование смертельно опасного поведения курильщиков оказало влияние на его подход, придающий особое значение ущербу, который, по его мнению, вызывает гомосексуальное поведение и его принятие.
Во время кампании в Линкольне, Кэмерон выступил с речью в лютеранской церкви при Университете Небраски. Это выступление привлекло много внимания после того, как он заявил о случае жестокого гомосексуального насилия над 4-х летним мальчиком в местном супермаркете. Однако полиция не смогла подтвердить этот инцидент, и Кэмерон признался, что до него эта история дошла лишь в качестве слуха.

## Семья
Кэмерон женат и имеет трех сыновей. Его сын, Кирк, сотрудничает с Family Research Institute начиная с 1983 года.

## Институт исследования семьи
В 1982 году Кэмерон стал одним из основателей Института по научным исследования сексуальности (англ. Institute for the Scientific Investigation of Sexuality, ISIS) в Линкольне, который затем был переименован в Институт исследования семьи (англ. Family Research Institute, FRI) и переехал в Вашингтон. В 1995 году институт переехал в Колорадо-Спрингс, где и расположен по сей день.
С момента основания института Кэмерон занялся изучением гомосексуальности с целью создания научной базы для поддержки запрета гомосексуальных контактов на территории США. Финансирование исследований проводилось многими влиятельными лицами Небраски. В 1983 году под руководством Кэмерона с помощью распространения опросника среди населения в семи населённых пунктах США (Беннет, Вашингтон, Денвер, Лос-Анджелес, Луисвилл, Омаха и Рочестер) были собраны данные о сексуальном поведении населения этих населённых пунктов, которые в 1984 году также были дополнены данными из Далласа. Впоследствии этот опросник получил название «1983 ISIS Survey». В течение последующих 15 лет большинство публикаций Кэмерона основывались именно на этих данных.
Являясь председателем Института, Кэмерон опубликовал множество статей, посвящённые вопросам гомосексуальности. В частности, одной из известных статей Кэмерона является его исследование «Продолжительность жизни гомосексуалов» (1994), в котором он изучал ожидаемую продолжительность жизни людей, практикующих гомосексуальные контакты. В 2007 году Кэмерон снова обратился к данной теме, изучив среднюю продолжительность жизни людей, состоящих в зарегистрированных однополых союзах в Дании и Норвегии и сравнивая их с находящимися в браке гетеросексуальными супругами. В своём докладе «Federal Distortion Of Homosexual Footprint» Кэмерон заключает, что состоящие в браке геи доживают лишь до 52 лет, лесбиянки — до 56 лет, что в среднем на 24 года меньше, чем состоящие в гетеросексуальном браке люди. Причиной данному факту Кэмерон называет «гомосексуальный образ жизни», алкоголизм, наркотики, курение, повышенный риск заражения ВИЧ и другими половыми болезнями, а также подверженность депрессиям и суициду у гомосексуальных людей.
В своих выступлениях Кэмерон неоднократно связывает гомосексуальность с растлением детей. По его высказываниям, гомосексуальные люди отрицательно влияют на демографию, потому что они, по его словам, не только не рожают детей, но и растлевают их и превращают самих в гомосексуалов. Более того, Кэмерон утверждает, что «по меньшей мере, 25 % [гомосексуальных людей] признают, что они занимались сексом с детьми». Поэтому Кэмерон также является явным противником однополых браков и права однополых пар на усыновление. Он также выступает за введение законодательных мер с целью усложнения гомосексуалам доступа к заботе о детях и к официальным должностям.
Однажды в 1985 году Кэмерон участвовал в качестве приглашённого эксперта в судебном процессе Baker v. Wade, в ходе которого он также заявлял, что гомосексуалы с большей вероятностью растлевают детей, чем гетеросексуалы. Однако судья федерального окружного суда в Далласе подверг показания Кэмерона сомнению и не принял их к рассмотрению при вынесении приговора.
Связь гомосексуальности и педофилии постулируется и в публикациях Кэмерона. В частности, изданная в 1996 году публикация «Представляют ли гомосексуальные учителя опасность для учащихся?» утверждала, что гомосексуальные учителя прививают «гомосексуальный образ жизни» своим ученикам. В работе, опубликованной в 2005 году, Камерон писал, что многие несовершеннолетние жертвы сексуального насилия являются того же пола, что и их растлители. Данный вывод был сделан на основе исследований случаев сексуального насилия в семье со стороны приёмных родителей в штате Иллинойс, которые показали, что в 34 % случаев пол жертвы и насильника совпадал.
Публикации Кэмерона нередко цитируются идеологами экс-гей-движения и противниками легализации однополых браков, усыновления детей однополыми парами и закрепления других прав ЛГБТ. Также Кэмерона нередко можно заметить в общественных дебатах, посвящённых указанным темам.

### Выступления в России и на постсоветском пространстве
В июне 2008 года Кэмерон выступал на «круглых столах» на социологическом факультете МГУ (по приглашению декана факультета Владимира Добренькова) и Паломническом центре Московского патриархата.
25 октября 2011 года в Кишинёве (Молдавия) по приглашению общественной организации «За семью» Кэмерон принял участие в пресс-конференции, посвящённой социальным последствиям принятия «Закона об обеспечении равенства» (предусматривающего также дискриминацию по признаку сексуальной ориентации), где сравнивал сексуальную ориентацию с приёмом наркотиков и другими антисоциальными действиями. 29 октября 2012 года в Кишинёве Альянс христианских ассоциаций Молдовы и Кэмерон приглашали на пресс-конференцию: «Будущее семьи без будущего. Антисемейные правительственные политики, или Молдова — поле для экспериментов».
В 2013 году Пол Кэмерон был приглашён в Государственную Думу России, где провёл лекцию о вреде гомосексуализма и необходимости бороться с ним. В 2019 году он выступил в качестве эксперта в Общественной палате РФ.

## Критика исследований и методов Кэмерона

### Критика от профессиональных организаций
В 1983 году Американская психологическая ассоциация (АПА) начала внутреннее расследование в отношении Кэмерона после многочисленных жалоб со стороны своих членов. 2 декабря 1983 года президент АПА Макс Зейгель (англ. Max Seigel) подписал и отправил Кэмерону письмо, в котором он сообщил о решении совета директоров АПА об исключении Кэмерона за нарушение этических принципов Ассоциации и отказ в сотрудничестве.
В 1984 году Психологическая ассоциация штата Небраска выступила с заявлением, в котором она официально отмежевалась от Кэмерона и его публикаций. В 1986 году Американская социологическая ассоциация (АСА) приняла резолюцию, осуждающую Кэмерона за «последовательное искажение социологических исследований». В докладе АСА утверждалось, что даже беглый просмотр исследований Кэмерона позволяет говорить об искажении данных, а использованные методы не имеют ничего общего с научными исследованиями.
В 1996 году совет директоров Канадской психологической ассоциации (англ. Canadian Psychological Association) также официально отмежевался от работ Кэмерона о сексуальности по причине того, что Кэмерон, по мнению Ассоциации, последовательно искажал данные.

### Критика со стороны профессора Грегори Херека
Профессор психологии Грегори Херек из Калифорнийского университета в Дейвисе, являющийся автором обширных исследований по теме сексуальной ориентации и предрассудкам по отношению к ЛГБТ, указывает на многочисленные методологические ошибки и искажения данных, присутствующие в работах Кэмерона. В частности, он говорит о том, что большинство публикаций, изданных Кэмероном в первые 15 лет после проведения описанного ранее анкетирования 1983/84, основывались именно на собранных в ходе его проведения данных. При этом полученная выборка объявлялась в работах Кэмерона национальной, не являясь таковой. Заполненными оказались лишь 47,5 % распространённых анкет первоначального исследования и 57,7 % распространённых анкет в Далласе. Учитывая тот факт, что в общей сложности было получено и обработано лишь 5182 анкет, Херек замечает, что несмотря на достаточный общий объём выборки размер подгруппы гомосексуальных людей в ней остаётся экстремально маленьким и недостаточным для достоверных обобщений. Кроме того, чрезвычайно малый объём выборки может значительно исказить реальность даже в случае наличия нескольких шуточных или намеренно искажённых ответов. Херек обращает внимание на то, что вероятность существования таких ответов велика, так как распространение анкет сопровождалось (как минимум в газете Omaha World-Herald города Омаха) публикациями в СМИ, в которых Кэмерон призывал граждан принять участие в опросах с целью создания «оружия, позволяющего принять запрет на гомосексуальные акты на всей территории США».
Кроме того, по словам Херека, результаты большинства исследований Кэмерона не были приняты серьёзными научными журналами, а печатались в небольших журналах, не имеющих серьёзного влияния в научных кругах. Многие из работ Камерона были опубликованы в журнале «Psychological Reports», имеющем негативную репутацию среди специалистов по причине того, что журнал публикует статьи за плату, никогда не отказывает авторам публикаций и не проводит экспертных оценок статей.
Критике подвергаются и исследования Кэмерона, в которых он утверждает связь между гомосексуальностью и педофилией. Так, Грегори Херек обвиняет Кэмерона в искажении выводов опубликованных в 1978 году исследований Грота и Бирнбаума в свою пользу. Так, Херек говорит о том, что Кэмерон по умолчанию исходит из того, что все случаи совращения мужчиной исключительно мальчиков относятся к гомосексуальным мужчинам, только девочек — к гетеросексуальным и детей обоих полов — к бисексуальным. Таким образом, все случаи однополого совращения, по умолчанию, Кэмероном приписываются гомосексуалам, но не все случаи разнополого совращения — гетеросексуалам. Сами Грот и Бирнбаум, на результаты которых ссылается Кэмерон, утверждали, что ни один из исследуемых ими педофилов не обнаруживали взрослую гомосексуальную ориентацию и что ни у одного из тех педофилов, кто обнаруживал взрослую бисексуальную ориентацию, не наблюдалось преобладание сексуального предпочтения мужчин женщинам. В результате своих исследований профессор Херек приходит к заключению, что сексуальная ориентация как таковая у педофилов вообще не развита или она находится в зачаточном состоянии, а их влечение к детям возникает из-за «застревания» в определенной ранней стадии психосексуального развития.
Кроме того, Херек говорит о том, что Кэмерон, например, в своей публикации 1996 года утверждает о том, что 29 % детей, имеющих гомосексуального родителя, вовлекается в инцестные контакты. Свои выводы Кэмерон также основывает на данных опросника 1983/84, в котором только 5 респондентов отметили наличие совращение со стороны гомосексуального родителя. Херек отмечает, что так как общее число респондентов, указавших наличие гомосексуального родителя составляло всего 17 человек, то данные из такой маленькой выборки имеют большую погрешность, которая, согласно его расчётам, составляет 33 %, что делает указанный Кэмероном показатель в 29 % бессмысленным.

### Прочая критика
Изданное в 1994 году исследование продолжительности жизни гомосексуалов также было резко подвергнуто критике по причине того, что Кэмерон в качестве выборки пользовался некрологами в ЛГБТ-газетах, а затем распространил эти данные на всё население. По мнению критиков, такая случайная выборка не может быть репрезентативной, так как игнорирует оставшихся в живых членов одного и того же поколения.
В 2005 году правозащитная организация Southern Poverty Law Center причислила Институт исследования семьи, созданный Кэмероном, к экстремистским учреждениям.
Профессор исследований семьи Уолтер Шумм из университета штата Канзас, оценивая вклад Кэмерона и критику со стороны Херека, приходит к заключению, что работы Кэмерона, действительно, имеют много ограничений, однако такие ограничения не являются редкостью, когда речь идёт о таких сложных выборках. Тем не менее, по словам Шумма, лучшим ответом на эти недостатки является проведение новых лучших исследований, а не только критика уже имеющихся.

### Избранные публикации
- Cameron, P. Homosexual molestation of children/sexual interaction of teacher and pupil // Psychological Reports. — 1985. — Vol. 57, no. 3 (декабрь). — P. 1227—1236. — doi:10.2466/pr0.1985.57.3f.1227. — PMID 4095235.
- Cameron, P., Proctor, K., Coburn, W., Forde, N., Larson, H., & Cameron, K. Child molestation and homosexuality // Psychological Reports. — 1986. — Vol. 58. — P. 327—337. — doi:10.2466/pr0.1986.58.1.327. — PMID 3961077.
- Cameron, P., Playfair, W. L., & Wellum, S. The longevity of homosexuals: Before and after the AIDS epidemic // Omega. — 1994. — Vol. 29. — P. 249—272.
- Cameron, P., Cameron K. Does incest cause homosexuality? // Psychological Reports. — 1995. — Vol. 76, no. 2 (апрель). — P. 611–621. — doi:10.2466/pr0.1995.76.2.611. — PMID 7667476.
- Cameron, P., Cameron K. Do Homosexual Teachers Pose a Risk to Pupils? // Journal of Psychology. — 1996. — Vol. 130, no. 6 (ноябрь). — P. 603–613. — doi:10.1080/00223980.1996.9915034.
- Cameron, P. Homosexual Partnerships and Homosexual Longevity: A Replication // Psychological Reports. — 2002. — Vol. 91, no. 2 (октябрь). — P. 671—678. — doi:10.2466/pr0.2002.91.2.671. — PMID 12416862.
- Cameron, P. Child molestations by homosexual foster parents: Illinois, 1997-2002 // Psychological Reports. — 2005. — Vol. 96, no. 1 (февраль). — P. 227—230. — doi:10.2466/pr0.96.1.227-230. — PMID 15825933.
- Cameron, P., Cameron, K. Federal Distortion Of Homosexual Footprint (Ignoring Early Gay Death?) // Eastern Psychological Assn Convention. — 2007. — 23 марта.

### Монографии
- Paul Cameron. The Life Cycle: Perspectives and Commentary (англ.). — Oceanside, NY: Dabor Science Publications, 1977. — ISBN 0895610574.
- Paul Cameron. Sexual Gradualism: A Solution to the Sexual Dilemma of Teen-agers and Young Adults (англ.). — Sun Valley, CA: HumLife Publications, 1978.
- Paul Cameron. Exposing the AIDS Scandal. — Lafayette, LA: Huntington House, 1988. — ISBN 0910311528.
- Paul Cameron. The Gay 90s: What the Empirical Evidence Reveals about Homosexuality (англ.). — Franklin, Tenn.: Adroit Press, 1993. — ISBN 1884067018.